# Lambert Gedicke
Lambert Gedicke (auch: Gedike; * 6. Januar 1683 in Gardelegen; † 21. Februar 1736 in Berlin) war ein deutscher evangelischer Theologe und Kirchenlieddichter. Er war königlich preußischer Feldprobst und Inspektor aller Garnisonen.

## Leben
Er stammte aus der Altmark und war der Sohn des Superintendenten Christian Gedike von Gardelegen.
Er erhielt seine schulische Bildung in der Lateinschule in Halle und immatrikulierte am 31. Mai 1703 an der Universität Halle, um Theologie zu studieren. Nach dem Studium bei August Hermann Francke in Halle (Saale) wurde Gedicke zunächst Lehrer am Franckeschen Waisenhaus, später 1709 Feldprediger beim Garde-Regiment, 1713 bei Regiment Wartensleben und zusätzlich ab 1717 auch preußischer Feldpropst in Berlin und 1. Garnisonsprediger. Als solcher war er zugleich Inspektor sämtlicher preußischer Garnisons- und Feldprediger. Aus seiner Feder stammt unter anderem das Kirchenlied Wie Gott mich führt, so will ich gehn (EKG 302). Bekanntheit erlangte er ferner als Bearbeiter des ersten preußischen Militär-Gesangbuches.
Gedicke heiratete am 28. November 1712 Anna Barbara Ohm von Januschowsky. Ihr gemeinsamer Sohn war der Pfarrer Friedrich Gedicke (1718–1762), dieser heiratete Catharine Eleonore Seger und wurde Vater des preußischen Schulreformers Friedrich Gedike und des Direktors der Bürgerschule in Leipzig Ludwig Gedike; es wurden bekannte preußische Pädagogen.

## Werke
- Christliche und bescheidene Verthädigung Der Evangel. Lutherschen Lehre, von der wahren Gegenwart des Leibes und Blutes Christi Im Heil. Abendmahl: Worin gedachte Lehre nochmahls erklähret, Und die Anno 1722. in der Berlinischen Garnison-Gemeine von dieser Materie gehaltene, und zum Druck gegebene Predigt... ,1724
- Kurtzer Historischer Unterricht von dem gantzen Reformations-Werck, so durch der Dienst Lutheri sich anno 1517 angefangen ..., 1718
- Und andere Werke[2]